# Toxonprucha pardalis
Toxonprucha pardalis är en fjärilsart som beskrevs av Smith 1908. Toxonprucha pardalis ingår i släktet Toxonprucha och familjen nattflyn. Inga underarter finns listade i Catalogue of Life.